# Kanšperk
Kanšperk (též Gansberg) je zřícenina středověkého hradu ležící u obce Suchov v okrese Hodonín.
Za zakladatele hradu je považován Beneš Hus (Ganse), který se uvádí roku 1389. Synové Beneše Husa II. před rokem 1381 hrad odprodali. Po hradu se roku 1404 píše Beneš Doupovec z Doupova, roku 1406 ho vlastnil Beneš z Otěšic a v roce 1417 se po Kanšperku uvádí Jan Lysek z Brandýsa. Za husitských válek hrad získal Petr z Kravař a Strážnice. Ten roku 1439 obnovil zástavu Drslavu z Nákla. Když roku 1466 zemřel Jiří z Kravař a Strážnice a toto zboží zdědila jeho dcera Alžběta, hrad se uvádí jako pustý. Hrad nebyl obnoven a znovu se jako pustý uvádí roku 1486.
Hrad byl jednodílný a měl půdorys 33 × 19 metrů. Do dnešních dnů se z hradu zachovaly jen malé zbytky zdí. Od roku 1999 probíhají v lokalitě prázdninové archeologické tábory.